# PGIM
PGIM（ピージム）は、プルデンシャル・ファイナンシャル傘下のアセットマネジメント会社である。

## 概要
プルデンシャル・ファイナンシャルの資産運用部門であり、本部はニューアークに置かれている。
資産運用額（AUM）は1.4兆米ドルであり、世界で10番目の規模のアセットマネジメント会社である。
運用する資産種別等により7つの部門に分かれている。
- PGIMフィクスト・インカム：債券
- PGIMリアルエステート：不動産
- ジェニソン・アソシエイツ：株式のジャッジメンタル運用
- QMA：株式のクオンツ運用
- PGIMプライベート・キャピタル：私募債券
- PGIMインベストメンツ
- PGIMグローバルパートナーズ

## 日本法人
PGIMジャパン株式会社（ピージムジャパン-）は、PGIMの日本における現地法人である。

### 沿革
- 2006年4月 - 「プルデンシャル投信投資顧問準備株式会社」設立
- 2006年8月 - 「プルデンシャル・インベストメント・マネジメント・ジャパン」株式会社に商号変更
- 2017年10月 - 「PGIMジャパン株式会社」に商号変更

### グループ会社
- PGIMリアルエステート・ジャパン株式会社
- プルデンシャル生命保険株式会社
- ジブラルタ生命保険株式会社
- プルデンシャル ジブラルタ ファイナンシャル生命保険株式会社